# 萊桑德·斯波納
萊桑德·斯波納（英語：Lysander Spooner，1808年1月19日—1887年5月14日）是美國19世紀的個人無政府主義者、政治哲學家、廢奴主義者、和法律理論家。他最廣為人知的是他在廢奴運動中扮演的角色、與美國郵政總局的大膽競爭、以及他對於美國個人無政府主義的貢獻。

## 生平
1808年的1月19日生於马萨诸塞州的阿瑟爾郡（Athol），並在79年後的1887年5月14日禮拜六的下午一點鐘去世於他的小房間裡，死時他身旁堆滿著無數的書籍、手稿、和小冊子，當時他已經致力於小冊子的宣傳戰場長達半個世紀了。
斯波納是最早期的個人無政府主義者之一，他擁護他稱為「自然法」的理論—或稱正義的科學—亦即主張所有侵犯和強迫個人及其財產的舉動都是「非法」的，但僅為了對抗人造法律而起義的犯罪則是正當的。斯波納一生都是自然神论者。

## 早年生涯和對抗郵政壟斷
斯波納開始採取激進主義時的職業是律師，早在這時他就已經違反了麻薩諸塞州的法律。斯波納原先是和一些突出的政治家和律師學習法律，但他從來沒有正式在學院就讀過。依據麻薩諸塞州的法律，學院的畢業生必須和正規律師學習三年、而非學院畢業生則必須學習五年。
在他的教師們的鼓勵下，斯波納僅僅學習了三年便在烏斯特（Worcester）營業自己的律師事務所 ，公然挑戰當時的法律。他認為學院畢業生可以縮短兩年的規定是政府對於窮人們的歧視。他宣稱這種歧視是「使有錢人可以受到法律而保護免於窮人的競爭。」在1836年，州立法機關撤銷了這項規定。
然而斯波納的律師生涯並不順利，他激進的寫作風格使他難以獲得顧客青睞，緊接著他在俄亥俄州進行的房地產投機買賣又告失敗。在一連串失敗後，斯波納在1840年回到了他父親的農場。
當時政府郵局的利率在1840年代高的嚇人，於是在1844年，斯波納創辦了美國郵政信件公司（American Letter Mail Company）以對抗美國郵政管理局（USPS）的壟斷，由於這項行動本身便是違反麻薩諸塞州法律的，因此斯波納也同時發布了一份標題為「國會立法禁止私營郵政的違憲行為」的小冊子。雖然斯波納的郵政公司最後取得了商業上的勝利，但政府控告他的訴訟最後使他耗盡了經濟資源，他在還沒有機會進行違憲控訴前便不得不關閉他的公司。斯波納的挑戰所留下的傳奇紀錄之一是：原先政府郵局的郵票竟高達數十美分，而斯波納的公司則以3美分的郵票加以競爭。

## 廢奴主義
斯波納最著名的是他在廢奴運動中扮演的角色。他最知名的作品是一本標題為《奴隸制度的違憲》的書，在1846年出版後獲得了大量廢奴主義者的稱讚、但也招致奴隸制擁護者的大量批評。斯波納的書成為廢奴運動論戰中的重要作品之一。在論戰中「反對統一」的派系由威廉·劳埃德·加里森等人領導，主張憲法早已承認奴隸制度和壓迫奴隸的合法性（例如逃亡奴隸法條款），他們也主張應該與南方的政治家進行憲法談判—那些人堅持保護「特殊的制度」也是憲法根基的一部分。因此反對統一者主張奴隸州與自由州相結合只會造成奴隸州遭受欺壓，並譴責憲法為「一份死亡的契約和一份該死的協議」。斯波納則對「憲法支持奴隸制」的說法進行挑戰，雖然他也承認美國獨立先驅們在撰寫憲法時可能無意間地寫下了奴隸制度，但他主張憲法文字的意涵才是正當的，而非撰寫者們的私人意圖。斯波納運用了複雜的法律和自然法解釋方式來說明憲法其實並不支持奴隸制，而且某些條款甚至還禁止地方州設立奴隸制度。斯波納的論點被許多廢奴主義者引用，而原先反對統一的弗雷德裏克·道格拉斯後來則改變為支持統一的立場，宣稱斯波納的論點是使他改變心意的原因。
從這本書出版直到1861年為止斯波納一直積極的參與廢奴運動，他出版了許多有關陪審團否棄權（Jury Nullification）的小冊子和其他法律方面的作品，替逃跑的奴隸提供法律辯護和合法服務，通常都不收費用。在1850年代後期他的書曾被複製分發給國會的成員，引發了國會議員們對於憲法條文的爭論。即使是擁護奴隸制的密西西比州參議員Albert Gallatin Brown也稱讚斯波納的理論非常嚴謹，並稱那是他在廢奴運動論戰中所見過最大的挑戰。在1858年，斯波納開始四處發放一份"廢除奴隸的計畫" （页面存档备份，存于），呼籲黑人奴隸和非蓄奴的南方白人使用游击战來對抗蓄奴主。在廢奴主義者约翰·布朗於維吉尼亞州起義未遂被捕後，斯波納也加入了拯救他的計畫，但計畫最後並沒有成功。
在1860年，威廉·西瓦德（William Seward）積極拉攏斯波納加入新成立的共和黨，但斯波納堅持杰斐逊派的政治哲學，拒絕了西瓦德的邀請，而且很快便成為廢奴主義者中對共和黨的主要批評者之一。對斯波納而言，他認為共和黨只是假裝阻止奴隸制的擴散，但卻不願真的採取強硬和堅定的道德姿態對抗奴隸制度本身。雖然斯波納支持使用暴力來廢止奴隸制，但他在美國內戰中則譴責共和黨使用暴力來阻止南方州的分離。在內戰期間他發行了一些信件和小冊子，宣稱共和黨並非真的要廢除奴隸制，而是為了用暴力維持聯邦的統一。他也大力批評共和黨的政治領袖如國務卿威廉·西瓦德和參議員查爾斯·桑諾，認為他們雖然在口頭上反對奴隸制，但卻不是從憲法的基礎加以反對的，斯波納也批評他們的軍事政策是濫用而具報復性的。
雖然斯波納反對奴隸制度，但他認為美利堅聯盟國有權從聯邦分離出來—只要這是依據其人民的同意—斯波納認為那是最重要的憲法和法律原則。而相反的，北方的聯邦國則企圖否認南方州依據其民意分離出來的權利。斯波納認為這是他們企圖逼迫南方州服從北方聯邦政府命令，也因此，在美國內戰中斯波納選擇支持了美利堅聯盟國。斯波納認為應該用補償解放（Compensated Emancipation）的方式，由國家出資向奴隸主購買並解放奴隸，而不是運用戰爭的方式來解決奴隸問題。

## 重建時期
斯波納大力批判內戰的爆發，他也大力批評在內戰結束後重建時期的政府政策。雖然他認同聯邦政府在內戰後的確廢止了奴隸制，但他批評解放奴隸並非北方州發動戰爭的原因。他認為北方州的原始目標不是為了廢止奴隸制，而是為了「維持聯邦統一」，依據斯波納的說法，他認為北方州為了促長他們自己的經濟利益而發動了這場內戰。斯波納認為這種戰爭是偽善而虛假的，他尤其批評查爾斯·桑諾等自認為廢奴運動英雄的激進共和黨員。斯波納也認為這場戰爭對於美國人民的自由造成極大威脅，同時也使得美國獨立宣言裡宣告的權利不再真實—因為南方人民無法在「政府失去建設性」時脫離政治上的綑綁關係，南方州的脫離使得他們必須面臨北方州企圖以軍事手段強迫統一的戰爭威脅。
為了反對這場戰爭，斯波納出版了他最知名的政治小冊子並非叛國：缺乏權威性的憲法。在這篇冗長的論文中，斯波納主張美國憲法其實是政府的契約，而這個契約在內戰中被不可挽回地徹底破壞了。除此之外，由於內戰後的政府採用了違反自然法和民意的強迫性政策，這證明了美國憲法已經不能有效的阻止政府濫用權利侵犯人民自由。斯波納主張，由於在聯邦政府統治下的人民都沒有人曾經正式簽下同意契約以證實政府的統治合法性，因此聯邦政府對所有人民的統治在法律上是沒有經過人民同意的。
斯波納廣泛散佈並非叛國一書，書中也替那些前南方聯盟國的士兵做出法律上的辯護，主張他們並非叛國（這也是書名「並非叛國」的由來）。斯波納的這些理論在當時戰後的南方廣泛流傳。

## 晚年生涯
在重建後的數十年裡斯波納持續廣泛地撰寫和出版著作。他也提出了「陪審團否棄權」的概念，主張在一個自由社會裡，審判的陪審團不只有權力判斷案件的真相，也有權力判斷在審判案件下牽涉到的法律條文的正當性，也因此陪審團應有權力否決那些他們認為不具正當性的法律條文。斯波納也參與了班傑明·塔克的無政府主義期刊Liberty，他晚年的作品都是在這本雜誌上發表的，他也替雜誌撰寫專欄文章和時事評論 （页面存档备份，存于）。
斯波納在1887年的5月14日卒於波士頓，享年79歲。班傑明·塔克出席了他的葬禮，並撰寫了他的訃告刊登在5月28日的Liberty雜誌上，標題為「我們的老前輩離開我們了」。

## 影響
斯波納一生中涉及的議題相當廣泛。在今天，斯波納最為人所知的是他在廢奴運動中扮演的角色、和他對於美國郵政管理局壟斷的挑戰，這場挑戰雖然以失敗告終，但卻也大為減低了後來的美國郵政費用。斯波納的著作促成了美國自由意志主義政治理論的發展，而且也常在早期的自由意志主義刊物如Rampart Journal等流傳。他的著作也大為影響了奧地利經濟學派的經濟學家穆瑞·羅斯巴德以及法學家蘭迪·巴內特等人，最終促長了無政府資本主義的誕生。

## 延伸阅读
- Barnett, Randy. . Hamowy, Ronald  (编). . Thousand Oaks, CA: SAGE; Cato Institute: 488–490. 2008. ISBN 978-1-4129-6580-4. LCCN 2008009151. OCLC 750831024. doi:10.4135/9781412965811.n297. （原始内容存档于2019-07-23） 使用|archiveurl=需要含有|url= (帮助). |chapter=被忽略 (帮助);

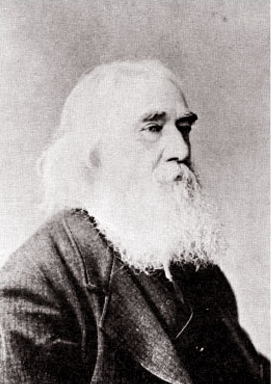
萊桑德·斯波納

- Shone, Steve J. . Lexington Books. 2010. ISBN 978-0739144503. This is the first full-length work devoted to the ideas of Lysander Spooner. [...] The purpose of the present book is to argue that Lysander Spooner should be taken much more seriously as a political theorist.

## 線上著作
- 萊桑德·斯波納的作品  - 古騰堡計劃
  - Essay On The Trial By Jury （页面存档备份，存于）
- "To the Non-Slaveholders of the South: A Plan for the Abolition of Slavery" （页面存档备份，存于） (1858)
- Vices Are Not Crimes: A vindication of Moral Liberty (1875)
- 並非叛國 (1867–1870)
- Natural Law, or the Science of Justice （页面存档备份，存于） (1882)
- "A Letter to Thomas F. Bayard: Challenging His Right - And that of All the Other So-Called Senators and Representative in Congress - To Exercise Any Legislative Power Whatever Over the People of the United States" （页面存档备份，存于） (1882)